# Chacras de Paysandú
Chacras de Paysandú es una zona suburbana amplia pero poco poblada, que se extiende hacia el este y el sureste de la ciudad de Paysandú en el departamento homónimo, al oeste de Uruguay.
En Chacras de Paysandú existen dos pueblos que forman enclaves. Se trata de Esperanza hacia el este y Porvenir hacia el sureste.

## Población
En el año 2011 tenía una población de 3965 habitantes. 
| Año  | Población |
| ---- | --------- |
| 1975 | 3013      |
| 1985 | 3650      |
| 1996 | 3957      |
| 2004 | 5082      |
| 2011 | 3965      |

Fuente: Instituto Nacional de Estadística de Uruguay